# Juan Obach
Juan Obach González (9 de octubre de 1951) es un ingeniero comercial, académico y empresario chileno ligado al sector industrial. Vicepresidente del Centro de Estudios Públicos CEP.
Se formó en The Grange School de la capital y como ingeniero comercial en la Pontificia Universidad Católica, entidad educacional donde conocería a quien después sería su socio en numerosos emprendimientos, Félix Bacigalupo.
En 1974, ya titulado, se incorporó al departamento de estudios del entonces poderoso grupo BHC, unidad desde la cual sería promovido a la gerencia general de una de las empresas manejadas por el conglomerado, Industrias Forestales (Inforsa), en 1975.
Entre 1978 y 1980 vivió en los Estados Unidos, donde obtendría una Maestría de Administración de Negocios (MBA) por la Universidad de Stanford. A su regreso, se desempeñó en Maderas y Paneles SA (Mapal) (1980-1982) y el Banco Sud Americano (1982-1985).
En 1985, en conjunto con Bacigalupo, fue contratado por el abogado Marco Cariola para administrar las inversiones en Chile del jeque saudita Khalid bin Mahfouz. Este, a través de Inversiones Pathfinder, manejaba en esa época la exportadora CyD, la pesquera Eicomar, Vidrios Lirquén y la productora de paneles de madera Masisa.
En 1991, debido a problemas financieros, Bin Mahfouz inició un proceso de desinversión que finalizaría al año siguiente, con sus tres colaboradores chilenos como dueños del 62% de Inversiones Pathfinder. A ellos se sumaría el uruguayo Scott Perry.
En 1993 Obach asumió la presidencia de la Industria Azucarera Nacional (Iansa) y Masisa. Entre fines de esa década y comienzos de la siguiente el grupo enajenaría sus principales activos, dando paso a una nueva etapa encarnada en su sociedad Inversiones BO, ya sin la presencia de Cariola, tras su ingreso al Senado de la República. A través de esta firma han participado en el negocio forestal -con plantas en los Estados Unidos y Canadá-, el de envases y embalajes, y el agrícola.
Ha dictado clases en la Universidad Católica,  Universidad Finis Terrae, en la capital.